# Războiul româno-ungar din 1919
Războiul româno-ungar din 1919 a fost un conflict militar desfășurat între  statul ungar, reprezentat de Republica Sovietică Ungaria (succesoare cu începere din martie 1919 a Primei Republici Ungare) și Regatul României. Ostilitățile au început la data de 19 aprilie 1919, printr-o ofensivă a trupelor române în Transilvania și s-au încheiat odată cu ocuparea părții de est a Ungariei în luna august 1919, inclusiv a capitalei sale Budapesta. Ocupația militară de către trupele române a fost încheiată, ulterior, prin retragerea forțelor terestre române în hinterlandul propriu până la 28 martie 1920.
Deși de jure, conflictul a fost declanșat în luna aprilie 1919, de facto el a început odată cu  operația Armatei României de ocupare a liniei de demarcație din Transilvania, în perioada noiembrie 1918-aprilie 1919.

## Context

### Revoluția Crizantemelor și Republica Ungară
În 1918, monarhia austro-ungară s-a prăbușit politic și s-a dezintegrat ca urmare a unei înfrângeri pe frontul italian (Primul Război Mondial). Pacifistul liberal maghiar, contele Mihály Károlyi, a fost adus la putere în Ungaria la 31 octombrie 1918 de Revoluția Crizantemelor. Armata regală maghiară mai dispunea la acel moment pe hârtie de încă  1.400.000 de soldați  Károlyi a cerut în numele Ungariei pacea, trecând sub conducerea ministrului său de război, Béla Linder, la dezarmarea armatei ungare.  Datorită atât procesului de auto-dezintegrare al armatei sale, cât și intervențiilor active în ce privește auto-dezarmarea, din motive politice interne, Ungaria a rămas fără apărare națională, într-un moment de o vulnerabilitate deosebită. 

Situația regională, 1914–1920

### Reintrarea României în război și declanșarea ocupării Transilvaniei
În 1916, România a participat la Primul Război Mondial de partea Aliaților, având ca obiectiv unirea tuturor teritoriilor cu majoritate națională română într-un singur stat, obiectiv sprijinit de  Tratatul de alianță dintre România și Antanta.
La 10 noiembrie 1918, profitând de situația precară a Puterilor Centrale, România a reintrat în război de partea forțelor aliate, cu obiective similare celor din 1916. Ulterior armistițiilor de la Villa Giusti, de la Compiègne și de la Belgrad din 3, 11 și 13 noiembrie 1918, forțele armate ale Regatului României au traversat Munții Carpați în Transilvania, pentru a ocupa în cadrul dispozitivului strategic aliat, o linie de demarcație față de trupele ungare.
Vezi și articolele:
- Operațiile militare postbelice
- Operația de ocupare a liniei de demarcație
- Operația ofensivă în Transilvania
- Operația de apărare de pe Tisa
- Operația ofensivă la vest de Tisa
- Ocupația militară a Ungariei
- Retragerea forțelor române din Ungaria